# Rosie Wrighting
Rosie May Wrighting, née le 28 juillet 1997 à Kettering, est une femme politique britannique du Parti travailliste. Elle occupe le poste de députée de Kettering depuis 2024. Elle est la plus jeune députée élue lors des élections générales de 2024.

## Biographie

### Jeunesse
Rosie Wrighting, née à Kettering dans le Northamptonshire, est la fille de Cindy Wrighting. Sa mère est directrice générale de l'organisation caritative Youth Works.
Rosie Wrighting grandit à Geddington et est scolarisée à l'école Bishop Stopford et à la Montsaye Academy. Elle étudie la mode à l'université de Westminster.

### Carrière
Rosie Wrighting rejoint le parti travailliste en 2020, à l'âge de 22 ans, alors qu'elle étudie à l'université et devient présidente du parti travailliste de la circonscription de Westminster North. Elle se présente sans succès aux élections du conseil municipal de Westminster en 2022 dans le quartier de Little Venice. En novembre 2023, elle est choisie comme candidate parlementaire potentielle pour la circonscription de Kettering. Avant d'entamer sa carrière politique, Rosie Wrighting a travaillé comme acheteuse pour le détaillant de mode en ligne ASOS avant de quitter son poste pour se consacrer à plein temps à sa campagne.
Dans une interview accordée au Telegraph, Rosie Wrighting explique qu'elle souhaite offrir davantage d'opportunités aux membres de sa communauté, ce qui la motive à se présenter comme candidate parlementaire pour le parti travailliste, en particulier dans les domaines du logement et de la sécurité économique. Elle déclare également vouloir se concentrer sur l'amélioration de l'accès aux services de santé mentale, y compris pour les jeunes.
Elle occupe le poste de députée de Kettering depuis 2024,. Elle est la plus jeune députée élue lors des élections générales de 2024.

### Vie personnelle
Rosie Wrighting vit chez sa mère, où elle compte rester pendant sa carrière parlementaire. Elle pratique assidûment le patinage artistique.